# Omoadiphas
Omoadiphas is een geslacht van slangen uit de familie toornslangachtigen (Colubridae) en de onderfamilie Dipsadinae.

## Naam en indeling
De wetenschappelijke naam van de groep werd voor het eerst voorgesteld door Gunther Köhler, Larry David Wilson & James Randall McCranie in 2001. Er zijn drie verschillende soorten, inclusief de pas in 2010 wetenschappelijk beschreven soort Omoadiphas cannula.

### Soorten
Het geslacht omvat de volgende soorten, met de auteur en het verspreidingsgebied.
| Naam                     | Auteur                          | Verspreidingsgebied | Beschermingsstatus |
| ------------------------ | ------------------------------- | ------------------- | ------------------ |
| Omoadiphas aurula        | Köhler, Wilson & McCranie, 2001 | Honduras            |                    |
| Omoadiphas cannula       | McCranie & Cruz-Díaz, 2010      | Honduras            |                    |
| Omoadiphas texiguatensis | McCranie & Castañeda, 2004      | Honduras            |                    |

## Verspreiding en habitat
Alle soorten komen voor in delen van Midden-Amerika en leven endemisch in Honduras. De habitat bestaat uit vochtige tropische en subtropische bossen, zowel in bergstreken als in laaglanden. Ook in door de mens aangepaste streken zoals plantages kunnen de dieren worden aangetroffen.

## Beschermingsstatus
Door de internationale natuurbeschermingsorganisatie IUCN is aan alle soorten een beschermingsstatus toegewezen. Een soort wordt gezien als 'kwetsbaar' (Vulnerable of VU) en twee soorten worden beschouwd als 'ernstig bedreigd' (Critically Endangered of CR).